# 谷本育実
谷本 育実（たにもと いくみ、1984年6月2日 - ）は、愛知県安城市出身の日本の元・女子柔道選手である。階級は63kg級。身長159cm。得意技は払腰、袖釣込腰、内股。組み手は右組み。段位は四段。血液型はA型。現在はコマツ女子柔道部に所属してコーチを務めている。姉はオリンピックの柔道63kg級で2連覇を達成した谷本歩実。

## 人物
7歳の時に柔道を始める。桜丘高校3年の時に、全日本ジュニアの63kg級で3位に入る。高校卒業後コマツに入社して、今度は2位となる。
その後暫くはこれと言った活躍はなかったが、2009年の実業柔道選手権で優勝すると、講道館杯でも3位に入り、グランドスラム・東京では決勝で世界チャンピオンの上野順恵に敗れるものの2位となる。
2010年は体重別の準決勝で田中美衣に敗れ、世界選手権代表にはなれなかったが、9月にはワールドカップ・タシュケントを制して久々の国際大会優勝を飾る。さらに11月には講道館杯に出場して初優勝を果たす。
引退後はコマツのコーチとなった。とりわけ、コマツに所属している台湾の連珍羚の専属コーチとなったことから、2016年のリオデジャネイロオリンピックには台湾代表チームのコーチとして参加した。

## 戦績
- 2002年 - 全日本ジュニア 3位
- 2003年 - 全日本ジュニア 2位
- 2007年 - ベルギー国際柔道大会 優勝
- 2007年 - 環太平洋柔道選手権大会 3位
- 2007年 - 青島国際 優勝
- 2009年 - 実業柔道選手権 優勝
- 2009年 - 講道館杯 3位
- 2009年 - グランドスラム・東京 2位
- 2010年 - ワールドカップ・ブダペスト 3位
- 2010年 - グランプリ・デュッセルドルフ 5位
- 2010年 - 体重別 3位
- 2010年 - 実業柔道選手権 2位
- 2010年 - ワールドカップ・タシュケント 優勝
- 2010年 - 世界団体 3位
- 2010年 - 講道館杯 優勝
- 2010年 - グランドスラム・東京 5位
- 2011年 - ワールドカップ・オーバーヴァルト 3位
- 2011年 - 体重別 2位
- 2011年 - 実業柔道選手権 3位
- 2011年 - 講道館杯 2位